# مورتال کامبت: اتحاد مرگبار
مورتال کامبت: اتحاد مرگبار (به انگلیسی: Mortal Kombat: Deadly Alliance) که تحت عنوان مورتال کامبت ۵: اتحاد مرگبار نیز شناخته می‌شود، یک بازی ویدئویی به سبک مبارزه‌ای و پنجمین قسمت از مجموعه بازی‌های مورتال کامبت است که در سال ۲۰۰۲ توسط میدوی گیمز برای کنسول‌های گیم‌کیوب، پلی‌استیشن ۲، ایکس‌باکس و گیم بوی ادونس عرضه شد. داستان این قسمت دربارهٔ اتحادی مرگبار بین دو ساحره، یعنی کوان چی و شانگ سونگ با هدف احیاء ارتشی باستانی برای تسخیر قلمرو زمین و جهان خارجی بود. اتحاد مرگبار تنها نسخه‌ای از سری مورتال کامبت است که لیو کانگ در بین شخصیت‌های قابل انتخاب حضور ندارد.

## شخصیت‌ها
اتحاد مرگبار دارای ۲۱ شخصیت قابل انتخاب و ۲ شخصیت مخفی می‌باشد، و هر شخصیت فقط قادر به اجرای یک فیتالتی است و هیچ فیتالتی مرتبط با زمین بازی وجود ندارد.
- اسکورپیون
- ساب-زیرو
- جکس
- ریدن
- رپتایل
- سونیا بلید
- کیتانا
- جانی کیج
- کونگ لائو
- کوان چی
- شنگ سونگ
- کینو
- سایرکس
- کنشی (شخصیت جدید)
- بورای چو (شخصیت جدید)
- لی می (شخصیت جدید)
- فراست (شخصیت جدید)
- سوها (شخصیت جدید)
- دراهمین (شخصیت جدید)
- ماوادو (شخصیت جدید)
- نیتارا (شخصیت جدید)
- مولاک (شخصیت جدید)
- موکپ (شخصیت مخفی)
- بلیز (شخصیت مخفی)[۵]